# Far Cry 4
Far Cry 4 je akční FPS hra s otevřeným světem od studia Ubisoft Montreal. Far Cry 4 bylo v České republice vydáno na Microsoft Windows, PlayStation 3, PlayStation 4, Xbox 360, Xbox One 18. listopadu 2014.

## Příběh
Hlavním hrdinou Far Cry 4 je Ajay Ghale, syn Ishwari a Mohana Ghalea, který cestuje do Kyratu, aby splnil poslední přání své matky, která zemřela ve věku 46 let na rakovinu. Jejím posledním přáním bylo, aby její popel uložil vedle Lakshmany. A jelikož Ajayův otec zemřel, když měl Ajay pouhé 3 roky, tak se na cestu vydává sám.
Po příjezdu do Kyratu se dozvídá, že Pagan Min není zas tak dobrým vůdcem, jak ho zná z novin v Americe a že Mohan Ghale byl vůdce Zlaté stezky, která chce již zmíněného Pagan Mina svrhnout. Ajay se hned na začátku hry přidává na stranu Zlaté stezky a bojuje po jejím boku proti Pagan Minovi a jeho Královské armádě s cílem sesadit ho z trůnu. Poté však zjistí, že Pagan je jeho nevlastní otec, protože jeho matka si ho vzala, poté co utekla od Mohana.
Ve hře také existuje alternativní konec: Hned na začátku hry můžete poslechnout Pagan Mina a počkat na něj, než umučí vašeho přítele. Spolu se potom vydáte k Lakshmaně.

## Zlatá stezka a Královská armáda
Zlatá stezka je rebelská armáda, která bojuje proti samozvanému králi Pagan Minovi. Aktuálně Zlatou stezku vedou Amita a Sabal, přičemž každý z nich má jiné názory na to, jak by měl být Kyrat osvobozen. Ve hře máte možnost se rozhodnout, jestli budete plnit mise, které vám nabízí Amita nebo Sabal. Podle vašeho rozhodování nastane jeden z 5 různých konců hry.

## Herní prostředí a aktivity ve hře
Herní prostředí je situováno do okolí Himálají, včetně zasněžených oblastí. Během hry se dostanete na různá místa Kyratu (rozloha Kyratu je 46 km2 + Shangri-La) a poznáte spoustu postav. Jedním z míst, které budete muset navštívit, je např. Shanatská aréna, posvátný chrám Jalendu nebo vesnice Utkarsh. Hra zachovává herní principy z Far Cry 3, tedy předměty v bednách zůstaly, možnost vylepšovat svoje věci (např. pouzdro na zbraně) zůstala také, oproti Far Cry 3 zde přibyl hák, se kterým lze vyšplhat nejenom na kopce, ale i do gyrokoptéry.

### Shangri-La
Shangri-La je mytické místo, do kterého se budete moci dostat pouze pětkrát, a to jen v podobě bájného válečníka Kalinaga. Zde bude vaším úkolem porazit zlého Rakšasu a navrátit tomuto místu mír a klid.

### Hory
Dále hra láká na zasněžené oblasti Himálají. Ty jsou ale dostupné pouze tehdy, vyžaduje-li to příběh.

### Odemykání zobrazení mapy
Rádiové věže z Far Cry 3 zde vystřídaly Zvonice, těch je v Kyratu celkem 17 a za každou obsazenou se Vám zobrazí část mapy a získáte zdarma jednu zbraň.

### Vedlejší aktivity
Ve hře máte i spoustu vedlejších aktivit, např. můžete obsazovat stanoviště a pevnosti, závodit, hledat sběratelské předměty nebo pomáhat obyvatelům Kyratu v úkolech typu Snižování stavu, Záchrana rukojmí nebo Oko za oko. Novinkou je poté možnost si osedlat slona, proletět se nad Kyratem v gyrokoptéře (ta je pro dva pasažéry) nebo si přivolat na pomoc spolubojovníky.

### Karma
Nově do hry přibyly i tzv. body karmy. Ty se udělují za dokončování karmických událostí a roztáčení modlitebních mlýnků. Za každou úroveň karmy později dostanete nějaký bonus v podobě slev (na zbraně, nábytek do vašeho domu apod.). Těchto úrovní je ve hře celkem osm.

## Stahovatelný obsah

### The Syringe
The Syringe je exkluzivní mise kterou dostali pouze majitelé season passu v den vydání hry. V ní je vaším úkolem získat tajemný recept dříve než se ho zmocní jednotky Pagan Mina.

### Escape from Drugesh Prison
Escape from Drugesh Prison (česky Útěk z Durgeshe) je nepříběhové DLC vydané 14. ledna 2015 na Xbox 360, PC, PlayStation 3 a PlayStation 4. Vaším hlavním úkolem je dostat se k vrtulníku, který pro vás poslala Zlatá stezka a ubránit ho. Na to, abyste se dostali k vrtulníku, máte ale jen 30 minut. Tento čas se dá navýšit strháváním propagandistických plakátů, dobýváním stanovišť nebo třeba plněním úkolů, za které také dostanete vylepšení pro finální souboj, zbraně, kůže pro vylepšení nebo zkušenosti.

### Valley of the Yeti's
DLC Valley of the Yeti's (česky Údolí Yettiů) nabízí zbrusu nový příběh a horskou lokaci kde se ocitnete po sestřelení vašeho vrtulníku. Hned prvním úkolem bude obsadit vysílací budovu, kde se následovně dozvíte, že vašeho pilota unesl neznámý kult uctívačů Yalunga. Pak následuje první noc, ve které musíte stanoviště ubránit před již zmiňovanými uctívači. V tom vám mohou pomoct vedlejší úkoly, díky nimž můžete získat například minové pole, výbušné barely nebo bedny s municí. Těchto nocí je ve hře celkem pět. Příběh končí tím, že zničíte bájnou relikvii a zabijete vůdce kultistů.

### Hurk Deluxe Pack
Hurk Deluxe Pack přidává do hry 3 nové mise a 5 zbraní (např. harpunu)

### Overrun
Overrun (česky Obsazení) je herní PvP mód ve kterém je vaším úkolem dobýt nebo naopak ubránit dané lokace. Do hry také přináší až čtyři nové mapy.

## Zbraně
Váš zbraňový arsenál čítá 61 střelných zbraní plus molotovy, granáty, miny a C4ky (ty můžete nově umístit např. sudy nebo vozidla). U sebe však musíte mít minimálně 1 pistol a 3 jakékoliv jiné zbraně (i další pistol).

## Hra pro více hráčů
Far Cry 4 nabízí multiplayer i kooperaci.
Kooperace:
V kooperaci společně s jedním dalším hráčem, který bude ztvárněn Hurkem, můžete volně prozkoumávat Kyrat, plnit vedlejší úkoly jako např. zabírání stanovišť, osvobozování zajatců a mnoho dalšího, společně ale nemůžete procházet příběhovou část hry. Kooperace je funkční v DLC, samotné hře i na hráči vytvořených mapách.
Multiplayer (PvP):
Hra obsahuje multiplayer nazvaný Battles of Kyrat (Bitvy o Kyrat).
Ten umožní na jednom serveru hrát maximálně deseti hráčům, nabídne 3 multiplayerové režimy a po vydání 10 různých map. Další PvP mód je součástí Season Passu, jedná se o DLC Overrun.